# Sistema porta hipofisário

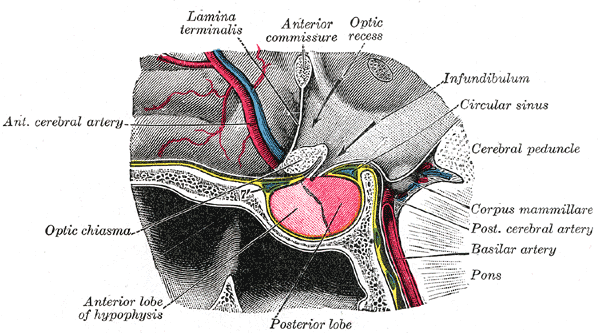
Imagem do Sistema porta hipofisário

O sistema porta hipofisário é um sistema de vasos sanguíneos na microcirculação na base do cérebro, conectando o hipotálamo à hipófise anterior. Sua principal função é transportar e trocar rapidamente hormônios entre o núcleo arqueado do hipotálamo e a glândula pituitária anterior. Os capilares no sistema portal são fenestrados (possuem muitos canais pequenos com alta permeabilidade vascular), o que permite uma troca rápida entre o hipotálamo e a hipófise. Os principais hormônios transportados pelo sistema incluem hormônio liberador de gonadotropina, hormônio liberador de corticotropina, hormônio liberador de hormônio do crescimento e hormônio liberador de tireotropina.

## Função
Os peptídeos liberados próximo à eminência mediana dos núcleos hipotalâmicos são transportados para a hipófise anterior, onde agem. s células da hipófise anterior expressam receptores específicos acoplados à proteína G, que respondem aos pepideos e levam à liberação de hormônios pela hipófise anterior.
A seguir, é apresentada uma lista de hormônios que são transportados pelo sistema portal hipofisário:
- Hormônio liberador de gonadotrofina  GnRH): regula a liberação do hormônio folículo estimulante e do hormônio luteinizante pela hipófise anterior;
- Hormônio liberador de corticotropina (CRH): regula a liberação do hormônio adrenocorticotrópico pela hipófise anterior  Hormônio liberador do hormônio do crescimento (GHRH): regula a liberação do hormônio do crescimento (GH) pela hipófise anterior;
- Hormônio liberador de tireotropina (TRH): regula a liberação do hormônio estimulador da tiroide pela hipófise anterior;

## Significado clínico
A apoplexia hipofisária é descrita como hemorragia ou redução do suprimento sanguíneo para a glândula pituitária. Os mecanismos fisiológicos dessa condição não foram claramente definidos na pesquisa atual. Foi sugerido, no entanto, que os danos no talo da hipófise levam a uma obstrução do fluxo sanguíneo no sistema portal hipofisário e contribuem para esse problema. Na doença de Erdheim-Chester, células do sistema imunológico chamadas histiócitos proliferam a uma taxa anormal, causando uma infinidade de sintomas e, em casos mais graves, morte. A interrupção do sistema do portal hipofisário tem sido implicada como o mecanismo de vários sintomas que envolvem o sintoma nervoso central, principalmente o diabetes insípido .